# Велики Лебовски
Велики Лебовски (енгл. The Big Lebowski) је амерички филм из 1998. године, у режији браће Коен. Главне улоге тумаче Џеф Бриџиз, Џон Гудман и Џулијана Мур.

## Радња
Џефри Лебовски (Џеф Бриџиз) је бивши хипи радикал чији се живот сада своди искључиво на пушење траве и боравак у куглани, где му друштво чине пријатељи — ћутљиви бивши сурфер Дони (Стив Бусеми) и милитантни вијетнамски ветеран Волтер (Џон Гудман). Његову досадну свакодневницу ће раздрмати долазак двојице опасних типова који желе да наплате дуг који је направила његова супруга. Пре него што успе да им објасни да су га помешали са неким и да он чак није ни ожењен, Џефри је већ добио батине. У жељи да истера правду одлази да тражи одштету код правог Великог Лебовског (Дејвид Хадлстон), парализованог милионера чија је млада, привлачна и раскалашна супруга Бани највероватније узрок незгоде.

## Улоге
| Глумац             | Улога                            |
| ------------------ | -------------------------------- |
| Џеф Бриџиз         | Џефри „Тип” Лебовски             |
| Џон Гудман         | Волтер Собчак                    |
| Џулијана Мур       | Мод Лебовски                     |
| Стив Бусеми        | Теодор Доналд Керабацос          |
| Дејвид Хадлстон    | Џефри Лебовски „Велики Лебовски” |
| Филип Симор Хофман | Брант                            |
| Тара Рид           | Бани Лебовски                    |
| Филип Мун          | Ву                               |
| Џон Туртуро        | Хесус Квинтана                   |
| Мајкл Балзари-Фли  | Нихилист, Кифер                  |
| Џек Келер          | Марти, Дјудов (Типов) станодавац |